# Gemin
Gemin (tudi Geminos) [gemín/gemínos] (starogrško Γεμῖνος ὁ Ρόδιος: Gemínos hó Ródios, latinsko Geminus), starogrški astronom, matematik in filozof, * okoli 90 pr. n. št. (10 pr. n. št., 110 pr. n. št.), morda otok Rod, Grčija, † okoli 20. pr. n. št. (40 pr. n. št., 60).
Ohranilo se je njegovo astronomsko delo Uvod v pojave, ki je bilo namenjeno kot uvodni učbenik za študente. Napisal je tudi delo o matematiki, od katerega so se ohranili le fragmenti v navedkih kasnejših avtorjev.

## Življenje in delo
O njegovem življenju ni znanega nič. Niti ni znano ali se je res rodil na Rodu. Navajanje gor s tega otoka v njegovih astronomskih delih daje slutiti da je deloval tam. Pol stoletja pred njim je tukaj deloval Hiparh. Tudi datumi iz njegovega življenja niso nič bolj znani. En odlomek iz njegovih del omenja blodno leto (Annus Vagus) egipčanskega koledarja iz časa 120 let pred njegovim, po katerem za čas nastanka morda izhaja leto 70 pr. n. št., kar bi se skladalo s tem, da je bil Posidonijev učenec. Predlagali so tudi kasnejši čas, leto 50.

## Astronomija
Edino njegovo delo je Uvod v pojave, oziroma Pojavi (Εἰσαγωγὴ εἰς τὰ Φαινόμενα), ki ga velikokrat okrajšano imenujejo Isagoge. To uvodno delo o astronomiji, zasnovano na delo zgodnejših astronomov, na primer Hiparha, je bilo mišljeno za poučevanje študentov, ki so se šele začeli spoznavati s predmetom. V njem je Gemin opisal živalski krog in gibanje Sonca, ozvezdja, nebesno kroglo, dneve in noči, vzhajanje in zahajanje ozvezdij živalskega kroga, lunisolarne periode in njihovo uporabo v koledarjih, Lunine mene, mrke, zvezdne faze, Zemljine cone in geografske kraje, ter neumnost meteorološkega napovedovanja vremena na podlagi zvezd.
Napisal je tudi tolmač o Posidonijevem delu O meteorologiji. Fragmente tega tolmača je ohranil Simplikij v svojem tolmaču Aristotelove Fizike.

## Matematika
Gemin je veliko pisal tudi o matematiki, vključno z izčrpno in razumljivo Doktrino matematike, oziroma Teorijo matematike. Čeprav je to delo izgubljeno, so nekatere izvlečke ohranili Prokl, Evtokij in drugi.
Matematiko je razdelil na dve področji: miselno (νοητά) in opazljivo (αἴσθητα), oziroma drugače rečeno - na čisto in uporabno matematiko. V prvo kategorijo je uvrstil geometrijo in aritmetiko (vključno s teorijo števil); v drugo pa mehaniko, astronomijo in optiko, geodezijo, kanoniko (glasbeno harmonijo) in logistiko. Dolge izvlečke iz njegovega dela je ohranil tudi al-Najrizi v svojem tolmaču Evklidovih Elementov.

## Priznanja
Poimenovanja
Po njem se imenuj krater Gemin (Geminus) na Luni.